# Arkadij Inin
Arkadij Jakowlewicz Inin (ros. Арка́дий Я́ковлевич И́нин; ur. 3 maja 1938 w Charkowie) – radziecki i rosyjski scenarzysta, prozaik i publicysta oraz aktor. Zasłużony Działacz Sztuk RFSRR.
Współpracownik „Litieraturnej Gaziety”. Absolwent Wydziału Scenariuszowego WGIK.

## Wybrane scenariusze filmowe
- 1982: Dwadzieścia lat później
- 1982: Musimy ożenić dziadka
- 1982: Samotnym zapewniamy hotel
- 1990: Prywatny detektyw, czyli operacja „Kooperacja”